# Asiraca congoensis
Asiraca congoensis är en insektsart som beskrevs av Ronald Gordon Fennah 1957. Asiraca congoensis ingår i släktet Asiraca och familjen sporrstritar. Inga underarter finns listade i Catalogue of Life.